# Codex Alimentarius
Codex Alimentarius (lat. "knjiga zakona o hrani") je zbroj međunarodno priznatih standarda, pravila postupanja, smjernica i drugih preporuka vezanih za hranu, proizvodnju hrane i sigurnost hrane za uporabu. Prihvaćen je i u Hrvatskoj od strane vlasti. Hrvatski zavod za norme obavlja poslove informativne središnjice za poslove vezane za Codex Alimentarius u Hrvatskoj.
Do 20. stoljeća, hrana se uglavnom konzumirala tamo, gdje se i proizvodila. Tijekom 20. stoljeća došlo je do mogućnosti transporta, čuvanja i kupnje-prodaje hrane na velikim udaljenostima pa je trebalo uspostaviti svjetske standarde za sve zemlje. U pitanju su određenja ograničenja u smislu zaštite zdravlja, ali ta ograničenja često za nerazvijene zemlje znače i ograničenja u smislu mogućnosti prodaje na razvijenijim tržištima. Da bi trgovina bila pravedna i da ne bi bilo ograničenja koja diskvalificiraju slabije proizvođače ustanovljen je ovaj Kodeks.
Ove standarde je razvila i održava ih Komisija Codex Alimentarius, tijelo koje je osnovano 1961. od strane UN-a tj. FAO-a (organizacije UN za poljoprivredu i hranu). Ovom projektu pridružila se također WHO (Svjetska zdravstvena organizacija također pod patronatom UN).
Codex Alimentarius je prepoznat od strane WTO-a kao međunarodna referentna točka za rješavanje sporova, koji se odnose na sigurnost hrane i zaštitu potrošača (npr. ako postoji spor između dvije države, u prednosti je ona koja je uvela Codex Alimentarius). Primjer jednog takvog konflikta je Europska unija, koja je zabranila uvoz mesa krava, uzgojenih uz pomoć umjetnih hormona rasta iz SAD-a i Kanade. Zbog nepoštivanja pravila WTO-a, Europska unija mora godišnje isplaćivati 116 milijuna dolara SAD-u i 11 milijuna dolara Kanadi.

## Raspon
Codex Alimentarius službeno pokriva sve namirnice, obrađene, poluprerađene hrane ili sirove. Najveća pažnja je koncentrirana na hranu, koja se prodaja izravno potrošačima. Osim standarda za određene namirnice, Codex Alimentarius sadrži opće standarde, koji pokrivaju pitanja poput označavanja hrane, higijene hrane, prehrambenih aditiva i ostataka pesticida, kao i procedure za procjenu sigurnosti hrane dobivenih iz suvremene biotehnologije.
Kodeks također sadrži smjernice za postupak uvoza i izvoza te inspekcije kao i certifikacije sustava za hranu.

## Opće
- Označavanje hrane (opći standard, smjernice o navođenju hranjivosti, smjernice o označavanju proizvoda)
- Prehrambeni aditivi (opći standard, specifikacija za klasifikaciju hrane u smislu prisustva kemikalija)
- Kontaminacija hrane (opći standard, tolerancije za određene kontaminante uključujući radionuklide, aflatoksina i druge mikotoksine)
- Pesticidi ii veterinarski kemijski ostaci u hrani (najveće dozvoljene vrijednosti)
- Procjena rizika i postupci za utvrđivanje sigurnosti hrane koja je dobivena iz biotehnologije (GMO hrana, DNK-modificirane biljke, DNK-modificirani organizmi, alergeni)
- Higijena hrane (opći principi, pravila higijenske prakse u određenim industrijama ili s hranom objekata, smjernice za korištenje analize opasnosti i kritične kontrolne točke ili "HACCP sustav")
- Metode analize i uzorkovanja

## Posebni standardi
- Mesni proizvodi (svježe, smrznuto, prerađeno meso i perad)
- Riba i riblji proizvodi (pomorski, svježe vode i ribnjaci)
- Mlijeko i mliječni proizvodi
- Hrana za posebnu prehranu (dijetna hrana i posebni prehrambeni proizvodi za bebe i dječju hranu)
- Svježe i prerađeno povrće, voće i voćni sokovi
- Žitarice i proizvodi koji potječu od žitarica, sušene mahunarke
- Masti, ulja i proizvodi, koji se dobivaju postupcima kao margarin
- Razni prehrambeni proizvodi (čokolada, šećer, med, mineralna voda)

## Kontroverze
Pristaše Codexa Alimentariusa govore da je to dobrovoljni referentni standard za hranu i da ne postoji obaveza država, da usvoje ove standarde kao članica bilo Kodeksa ili bilo koje druge međunarodne trgovinske organizacije.
S točke gledišta protivnika Kodeksa jedan od glavnih uzroka zabrinutosti je taj da je Codex Alimentarius priznat od strane Svjetske trgovinske organizacije kao međunarodni referentni standard za rješavanje sporova o sigurnosti hrane i potrošača. 
Codex Alimentarius dočekan je u Hrvatskoj s vrlo negativnim konotacijama. Protivnici Codexa Alimentariusa tvrde, da se njime promiče GMO hrana, obavezno zračenje hrane, postupna zabrana organske, ekološke proizvodnje hrane, spuštanje minimalne dnevne doze nutrijenata, prekomjerno korištenje pesticida, zabrana biljnih lijekova, ovisnost o farmaceutskim lijekovima zbog negiranja učinkovitosti bilo kakvih drugih lijekova. Protivnici Codexa Alimentariusa smatraju da Kodeks promiču farmaceutske, kemijske i biotehnološke multinacionalne kompanije kao što je Monsanto u svrhu većeg profita i zarade i isključivanja konkurencije malih i ekoloških proizvođača zdrave hrane pa sve do toga da se to čini u svrhu masovne depopulacije i istrebljivanja stanovništva i ljudi pomoći takve nezdrave i neprirodne hrane.

## Vanjske poveznice
- Hrvatski zavod za norme: Codex Alimentarius  Arhivirana inačica izvorne stranice od 18. lipnja 2012. (Wayback Machine)
- O Codexu Alimentariusu  Arhivirana inačica izvorne stranice od 12. srpnja 2012. (Wayback Machine)